# Sulciolus circulivalvae
Sulciolus circulivalvae là một loài bướm đêm thuộc họ Lecithoceridae. Loài này được Kyu-Tek Park mô tả năm 2012. Loài này có ở New Guinea.